# Ksenija Karelina
Ksenija Pavlovna Karelina (nota anche cone Ksenia Khavana; Ekaterinburg, 13 dicembre 1991) è una ballerina ed estetista russa naturalizzata statunitense, incarcerata per tradimento dal governo russo..
L'FSB ha accusato Karelina per aver preso parte ad "azioni pubbliche a sostegno del regime di Kiev" per aver donato 51,80 dollari a un ente di beneficenza che sostiene l'Ucraina. Inizialmente rischiò l'ergastolo secondo la legge russa, ma è stata invece condannata a 12 anni. È stata rilasciata il 10 aprile 2025, nell'ambito di uno scambio di prigionieri.

## Biografia

### Primi anni di vita
Karelina è nata a Ekaterinburg, in Russia. Il padre Pavel è il direttore di una società di servizi. Karelina è emigrata negli Stati Uniti nel 2012 e ha ottenuto la cittadinanza nel 2021. Risiede a Los Angeles. Ha un passato di ballerina e lavorava come dipendente di una spa con centro estetico.

### Arresto e condanna
Karelina è stata arrestata all'inizio del 2024, mentre era in visita alla sua famiglia a Ekaterinburg, fermata con accuse di generico teppismo dalla polizia e poi accusata di tradimento dagli agenti dell'FSB per aver inviato 51,80 dollari a Razom, un'organizzazione no-profit con sede a New York che invia aiuti umanitari all'Ucraina. Ha effettuato un singolo trasferimento il primo giorno dell'invasione russa dell'Ucraina, il 24 febbraio 2022. Razom ha negato le affermazioni dell'FSB secondo cui raccoglie fondi per armi e munizioni. Il suo fidanzato, il pugile sudafricano Chris Van Heerden, ha affermato di non capire come le autorità russe fossero a conoscenza della sua donazione, aggiungendo che Karelina credeva che non fosse in pericolo prima del viaggio. Nello stesso periodo, a partire dal 2022, erano stati incarcerati diversi americani, considerati come ostaggi dal governo statunitense. Il suo processo è iniziato il 20 giugno 2024 e lei ha ammesso la colpevolezza il 7 agosto.

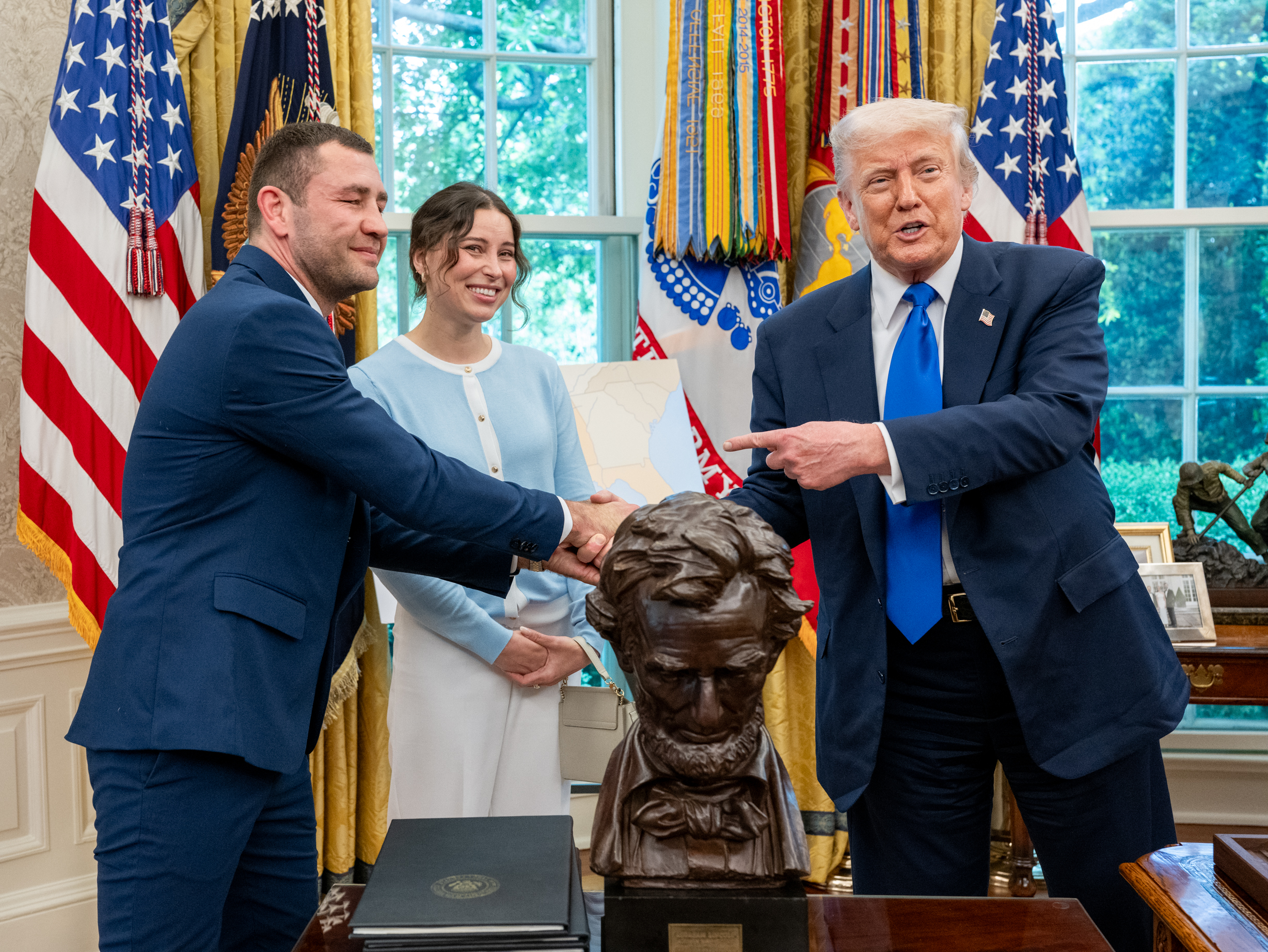
Ksenija Karelina e Chris van Heerden con il presidente Donald Trump alla Casa Bianca il 5 maggio 2025

Il 15 agosto 2024 è stata condannata dal tribunale regionale dell'Oblast' di Sverdlovsk a Ekaterinburg, a 12 anni di carcere in una colonia penale a regime ordinario. Karelina è stata condannata dal giudice Andrei Mineev, lo stesso che in precedenza aveva condannato per spionaggio a 16 anni il giornalista del Wall Street Journal Evan Gershkovich, rilasciato poi con altri prigionieri e dissidenti russi nel maxi scambio di agosto 2024. 
A marzo 2025, dopo la liberazione del prigioniero americano Mark Fogel, anche lui detenuto in Russia per possesso di cannabis medica, Karelina fu dichiarata "ingiustamente detenuta" dall'amministrazione Trump.
Il 10 aprile 2025 è stata rilasciata, dopo aver ricevuto la grazia, in uno scambio di prigionieri ad Abu Dhabi tra Russia e Stati Uniti con la mediazione degli Emirati Arabi Uniti in cambio di un prigioniero russo-tedesco di nome Arthur Petrov, arrestato a Cipro su richiesta degli Stati Uniti per contrabbando di materiale elettronico destinato alle forniture militari dell'esercito russo.